# Arboricornus examplata
Arboricornus examplata är en fjärilsart som beskrevs av W. Warren 1913. Arboricornus examplata ingår i släktet Arboricornus och familjen nattflyn. Inga underarter finns listade i Catalogue of Life.